# Школа Венецианова
Шко́ла Венециа́нова, венециа́новская шко́ла, венециа́новцы — многочисленная группа русских художников — учеников и последователей Алексея Гавриловича Венецианова; одно из самых значительных явлений романтической культуры первой трети XIX века.

## История
В 1819 году Венецианов (1780—1847) оставил службу и поселился с семьей в деревне Сафонково Тверской губернии, посвятив свои усилия разработке «крестьянского» жанра. Там же организовал собственную художественную школу, в которой за 20 лет прошли обучение свыше 70 человек. В их судьбе деятельное участие принимал Василий Жуковский. Работы своих учеников Венецианов выставлял вместе со своими на академических выставках.
Многие из них затем, примерно с середины 1830-х годов отошли от манеры Венецианова, став последователями яркого академизма Карла Брюллова с чертами внешной эффектности и натурализма.

## Характеристика
Следуя принципам мастера, художники школы отражали жизнь демократических кругов общества, писали городские и сельские пейзажи, интерьеры, натюрморты. «Произведения венециановской школы отмечены поэтической непосредственностью воплощения окружающей жизни. (…) Творчество художников венециановской школы представляет значительный этап в становлении реализма в русском искусстве 1-й половины 19 в.».
- «Мастерская А. Г. Венецианова» А. А. Алексеева, 1827, Русский музей
- Г. Сорока. «Рыбаки. Вид в Спасском»
- Г. Сорока. «Отражение в зеркале»
- Н. С. Крылов. «Русская зима»

## Список художников
Список приводится по версии Т. В. Алексеевой, если не указано иначе.
| Ученики 1. Крылов, Никифор Степанович (1802—1831) — в 1824—1830 2. Тыранов, Алексей Васильевич (1808—1859) — с 1824 до начала 1830-х 3. Зеленцов, Капитон Алексеевич (1790—1845) — c 1825 до начала 1830-х 4. Беллер, Александр Иванович (1800—1880) — с 1825 до 1832 5. Алексеев, Александр Алексеевич (1811—1878) — с 1826 примерно до 1832 6. Златов, Александр Алексеевич (1810—1832) — с 1826 до 1832 7. Денисов, Александр Гаврилович (1811—1834) — с 1827 до начала 1833 8. Зиновьев, Василий — с 1827 до 1828 9. Ситников-Беляев, Ефим Васильевич — с 1827 10. Алексеев, Александр (2-й) — с 1827 11. Филатов, Василий — в 1827 12. Ушаков (Ушенков), Иван — в 1828 13. Серебряков, Михаил Сергеевич — с 1828 до 1830/1831 14. Панов (Попов ?) — с 1828 15. Давыдов, Михаил Федорович — с 1828 до 1831 16. Васильев, Алексей Александрович (1811—1879) — с 1828 примерно до 1832 17. Ларионов — с 1828 18. Аврорин, Василий Михайлович (1805—1855) — с конца 1828 примерно до 1833 19. Житнев, Евгений Петрович (1809/1811?-1860) — в 1831 20. Гальянов, Василий Семенович — с 1829 примерно до 1834 21. Рождественская, Елена (Ивановна?) (1818-?) — ок. 1830 до 1833 22. Тухаринов, Ефим — ок. 1831 до 1834 23. Мокрицкий, Аполлон Николаевич (1810—1870) — с 1832 до сер. 1830-х 24. Плахов, Лавр Кузьмич (1810—1881) — с 1829 в течение 1830-х 25. Крендовский, Евграф Федорович (1810 — после 1853) — с 1830 до 1835 26. Печенкин, Алексей Данилович (1811-?) — ок. 1831 — 1-я пол. 1830-х 27. Михайлов, Григорий Карпович (1814—1867) — ок. 1834 до 1836 28. Каширин, Иван Дмитриевич — ок. 1833 до 1836 29. Игин, Фёдор Иванович (1816—1860) — с 1834/1835 приблизительно до 1839 30. Зарянко, Сергей Константинович (1818—1870) — ок. 1836 до начала 1840-х 31. Антонов, Михаил Иванович — с 1837—1838 до начала 1840-х 32. Бурдин, Николай Алексеевич (1814—1857) — с 1837—1838 до начала 1840-х 33. Смирнов, Иван (?-1843) — с конца 1830-х до начала 1840-х 34. Николаев (Иван?) — середина 1830-х 35. Егоров — 1830-е 36. Славянский, Федор Михайлович (1817—1876) — ок. 1838 до начала 1840-х 37. Прындиков — в начале 1840-х 38. Сорока, Григорий Васильевич (1823—1864) — с 1842 до 1847 39. Эрасси, Михаил Спиридонович (1832—1898) — с начала 1840-х до 1847 40. Чернышев, Павел Егорович (известен в 1843—1852 годах) — с 1842 до 1846 41. Васильев, Иринарх Васильевич (1833-?) — в 1847 42. Венецианова, Александра Алексеевна (1816—1882) — 1830-е и 1840-е | Предполагаемые ученики - Крылов, Гурий Асафович (1805—1841) — 2-я пол. 1820-х — начало 1830-х - Степанов, Пантелеймон (1808—1830) — 2-я пол. 1830-х - Малинин, Алексей — 2-я пол. 1820-х — начало 1830-х - Заварцев, Александр — 1828 - Александров, Фома (1808-?) — 1833 - Алексеев, Сергей Александрович (1812-конец 1840-х) — 2-я пол. 1830-х - Булатов, Евграф Антонович — сер. 1830-х Ошибочно причисляемые художники - Чернышёв, Алексей Филиппович (1824—1863) |